# Кристайс
Кристайс (порт. Cristais) — муниципалитет в Бразилии, входит в штат Минас-Жерайс. Составная часть мезорегиона Запад штата Минас-Жерайс. Входит в экономико-статистический микрорегион Кампу-Белу. Население составляет 10 018 человек на 2006 год. Занимает площадь 627,704 км². Плотность населения — 16,0 чел./км².
Праздник города — 4 июня.

## История
Город основан 27 декабря 1948 года.

## Статистика
- Валовой внутренний продукт на 2003 год составляет 47 622 267,00 реалов (данные: Бразильский институт географии и статистики).
- Валовой внутренний продукт на душу населения на 2003 год составляет 4864,88 реалов (данные: Бразильский институт географии и статистики).
- Индекс развития человеческого потенциала на 2000 год составляет 0,754 (данные: Программа развития ООН).

## География
Климат местности: горный тропический.